# Ribonucléase
Une ribonucléase (ou ARNase ou RNase) est une nucléase qui catalyse la dégradation de l'ARN en éléments plus petits. On divise les ribonucléases en endoribonucléases et exoribonucléases et on les répartit en plusieurs sous-classes au sein de la nomenclature EC des enzymes: EC 2.7 pour les phosphotransférases et EC 3.1 pour les hydrolases. 

## Fonction
Tous les organismes étudiés contiennent de nombreuses ribonucléases de différentes classes, ce qui montre que la dégradation de l'ARN est un processus très ancien et important. Nettoyeuses des ARN qui ne sont plus nécessaires, les ribonucléases jouent un rôle clé dans la maturation de l'ensemble des molécules d'ARN, aussi bien les ARN messagers qui transportent du matériel génétique pour la fabrication des protéines, que les ARN non codants retrouvés dans divers processus cellulaires. En outre, des systèmes de dégradation d'ARN actifs sont un premier moyen de défense contre les virus à ARN et permettent de fournir des mécanismes immunitaires cellulaires plus avancés tels que retrouvés avec les ARNi. 
Certaines cellules sécrètent également d'abondantes quantités de ribonucléases non spécifiques tels que les RNAses A et T1. Les ribonucléases sont donc des enzymes très abondantes d'où l'espérance de vie très courte pour un ARN qui n'est pas dans un environnement protégé. Toutes les ARN intracellulaires sont protégées de l'activité des RNases par un certain nombre de stratégies, comme la 5'-cap, la polyadénylation de l'extrémité 3' de l'ARN et l'adjonction de protéines réalisant des complexes ARN – protéines appelées ribonucléoprotéines ou plus simplement RNP. 
Un autre moyen de protection des ARN est l'existence d'un inhibiteur de ribonucléase (RI), qui représente un pourcentage relativement important des protéines cellulaires — environ 0,1 % — dans certains types de cellules et qui se lie à certaines ribonucléases avec une affinité bien supérieure à toute interaction protéine-protéine, la constante de dissociation pour le complexe RI-RNase est d'environ 20 femtoMoles dans des conditions physiologiques. Le RI est utilisé dans la plupart des laboratoires qui étudient l'ARN pour protéger leurs échantillons contre la dégradation par les ribonucléases environnantes. 
Semblables aux enzymes de restriction, qui clivent très spécifiquement des séquences d'ADN double brin, on a trouvé et classé un certain nombre d'endoribonucléases capables de reconnaître et de cliver certaines séquences d'ARN simple brin. 
Les ribonucléases jouent un rôle critique dans de nombreux processus biologiques, comme l'angiogenèse et de l'auto-incompatibilité chez les plantes à fleurs (les angiospermes). Les ribonucléases semblent aussi intervenir dans les systèmes toxine-antitoxine responsables de la stabilité des locus des plasmides et comme éléments de réponse au stress, lorsqu'elles se présentent sur les chromosomes.

## Classification
Les ribonucléase sont des protéines globulaires.

## Principaux types d'endoribonucléases
- EC 3.1.27.5 : la RNase A est une ribonucléase couramment utilisée en recherche. RNase A (par exemple, la ribonucléase pancréatique bovine A: PDB 2aas) est l'une des plus robustes enzymes utilisées couramment en laboratoire. Une méthode d'isolement consiste à faire bouillir un extrait cellulaire brut de pancréas bovin jusqu'à ce que toutes les enzymes autres que la ribonucléase A soient dénaturées. Elle agit spécifiquement sur les ARN simple brin. Elle  se fixe à l'extrémité 3' des chaines terminées par une molécule impaire de C ou U libérant un résidu 3'-phosphorylés grâce à l'intermédiaire d'un 2', 3'monophosphate cyclique.
- EC 3.1.26.4 : la RNase H est une ribonucléase qui clive la chaine d'ARN à partir de l'extrémité 3' des duplex ADN/ARN libérant un ADN simple brin. La RNase H est une endonucléase non spécifique qui catalyse le clivage de l'ARN par une réaction d'hydrolyse. La RNase H libère des produits 5'-phosphorylés.
- EC numéro 3.1.?: la RNase I clive l'extrémité 3' d'un ARN simple brin libérant un nucléotide 5' hydroxyle, 3' phosphate, par l'intermédiaire d'un 2'-3'-cyclic monophosphate.
- EC 3.1.26.3 : la RNase III est un type de ribonucléase qui clive le précurseur des  ARN ribosomiques (ARNr 16s et 23s) de l'ARN transcrit des opérons des procaryotes. Elle dégrade l'ARN double brin (dsRNS)-
- EC numéro 3.1.?: La RNase L est une nucléase induite par interféron qui, une fois activée, détruit tous les ARN dans les cellules.
- EC 3.1.26.5 : La RNase P est un type de ribonucléase unique. Elle élimine le segment 5' du précurseur des ARNt. Cette enzyme est une ribonucléoprotéine, composée d'une protéine et d'un ARN, parfois appelé ARN M1. Cet ARN de l'enzyme est un Ribozyme. La partie protéique de l'enzyme n'est pas indispensable au pouvoir catalytique des ribonucléases P de procaryotes ; elle est indispensable aux ribonucléases P des eucaryotes et des archéobactéries, mais son rôle se limiterait à maintenir l'ARN catalytique dans une conformation qui lui permet d'être actif comme phosphodiestérase. Cependant, une forme particulière de RNase P, une protéine ne possédant pas d'ARN a été découverte dans les mitochondries humaines [1] et les différents compartiments où a lieu l'expression génétique chez les plantes terrestres.
- EC numéro 3.1.?: La RNase PhyM est spécifique des ARN simple brin. Elle s'attache à l'extrémité 3' des résidus A et U impairs.
- EC 3.1.27.3 : La Ribonucléase T1 est spécifique des ARN simple brin. Elle s'attache à l'extrémité 3' des résidus impairs G.
- EC 3.1.27.1 : La Ribonucléase T2 est  spécifique des ARN simple brin. Elle s'attache à l'extrémité 3' des 4 résidus, mais de préférence à l'extrémité 3' de l'As.
- EC 3.1.27.4 : La RNase U2 est spécifique des ARN simple brin. Il s'attache 3'-impair A fin de résidus.
- EC 3.1.27.8 : La RNase V1 est spécifique des ARN double brins. Elle s'attache aux deux extrémités de la chaine.
- EC 3.1.27.8 : La RNase V